# I liga brazylijska w piłce nożnej (1983)
Brazylia 1983
Mistrzem Brazylii został klub CR Flamengo, natomiast wicemistrzem Brazylii - klub Santos FC.
Do Copa Libertadores w roku 1984 zakwalifikowały się następujące kluby:
- CR Flamengo (mistrz Brazylii)
- Santos FC (wicemistrz Brazylii)
- Grêmio Porto Alegre (obrońca tytułu)

W 1983 roku w rozgrywkach I ligi brazylijskiej wzięło udział 44 klubów. Nikt nie spadł do drugiej ligi, a w następnym sezonie I liga liczyła 41 klubów.

## Campeonato Brasileiro Série A 1983

### Uczestnicy
W mistrzostwach Brazylii w 1983 roku wzięły udział 44 kluby, w tym najlepszy klub według rankingu CBF Santos FC, najlepszy w turnieju Taça de Prata w 1982 – Campo Grande Rio de Janeiro, a od drugiego etapu mistrzostw uczestniczyły 4 najlepsze kluby II ligi (Taça de Prata) z 1983: Americano FC, Botafogo Ribeirão Preto, Guarani FC i Uberaba. Ponadto udział wzięło 38 najlepszych klubów w mistrzostwach stanowych 1982 roku.
Stan São Paulo reprezentowało 6 klubów: AA Ponte Preta, Ferroviária Araraquara, CA Juventus, São Paulo, SE Palmeiras i Corinthians Paulista.
Stan Rio de Janeiro reprezentowało 5 klubów: America FC, Botafogo FR, CR Flamengo, CR Vasco da Gama i Fluminense FC.
Po 2 kluby reprezentowały następujące stany: stan Rio Grande do Sul – Grêmio Porto Alegre i SC Internacional, stan Bahia – EC Bahia i Galícia EC, stan Ceará – Ferroviário AC i Fortaleza, stan Goiás – Goiás EC i Vila Nova FC, stan Minas Gerais – Atlético Mineiro i Cruzeiro EC, stan Parana – Athletico Paranaense i Colorado EC, oraz stan Pernambuco – Náutico i Sport Recife.
Następujące stany miały w mistrzostwach Brazylii tylko po 1 klubie: stan Alagoas – CS Alagoano, stan Amazonas – Rio Negro Manaus, Dystrykt Federalny – Brasília, stan Espírito Santo – Rio Branco AC, stan Maranhão – Moto Club de São Luís, stan Mato Grosso – Mixto EC, stan Mato Grosso do Sul – EC Comercial, stan Pará – Paysandu SC, stan Paraíba – Treze FC, stan Piauí – SE Tiradentes, stan Rio Grande do Norte – América Natal, stan Santa Catarina – Joinville oraz stan Sergipe – CS Sergipe.

### Format rozgrywek
Mistrzostwa Brazylii podzielone zostały na trzy etapy, mające wyłonić najlepszą ósemkę, z której następnie systemem pucharowym wyłoniony miał być mistrz Brazylii. W pierwszym etapie 40 klubów podzielono na 8 grup - po 5 klubów w każdej grupie. Trzy najlepsze kluby w każdej grupie automatycznie awansowały do drugiego etapu. Kluby, które zajęły w swoich grupach 4. miejsce miały jeszcze szanse w barażach, gdzie do drugiego etapu awansowali zwycięzcy każdej z 4 par. Także ostatnie w tabelach kluby wzięły udział w turnieju Taça de Prata, z którego do drugiego etapu awansowały 4 kluby. Łącznie do drugiego etapu zakwalifikowały się 32 kluby.
W drugim etapie 32 kluby podzielono na 8 grup, po 4 kluby w każdej grupie. Do trzeciego etapu awansowały po 2 najlepsze kluby z każdej grupy.
W trzecim etapie 16 klubów podzielono na 4 grupy po 4 kluby w każdej. Do ćwierćfinału awansowały 2 najlepsze kluby z każdej grupy. Ćwierćfinały, półfinały oraz finał rozegrano systemem pucharowym mecz i rewanż.
W grupach o kolejności decydowała w pierwszym rzędzie liczba zdobytych punktów, następnie liczba zwycięstw, a na końcu bilans bramkowy.

### Pierwszy etap

#### Grupa A

##### Kolejka 1
| Data             | Mecz                                                    |
| ---------------- | ------------------------------------------------------- |
| 23 stycznia 1983 | CR Flamengo – Santos FC 2:0 Baltazar, Zico              |
| 23 stycznia 1983 | Moto Club de São Luís – Paysandu SC 1:1 Newton - Careca |

##### Kolejka 2
| Data             | Mecz                                                        |
| ---------------- | ----------------------------------------------------------- |
| 26 stycznia 1983 | Santos FC – Moto Club de São Luís 3:1 Serginho (3) – Newton |
| 26 stycznia 1983 | Rio Negro Manaus – Paysandu SC 1:0 Tiquinho                 |

##### Kolejka 3
| Data             | Mecz                                                  |
| ---------------- | ----------------------------------------------------- |
| 29 stycznia 1983 | CR Flamengo – Moto Club de São Luís 1:1 Zico - Newton |
| 29 stycznia 1983 | Rio Negro Manaus – Santos FC 0:1 Serginho             |

##### Kolejka 4
| Data          | Mecz                                                           |
| ------------- | -------------------------------------------------------------- |
| 2 lutego 1983 | Rio Negro Manaus – CR Flamengo 1:1 Tiquinho - Zico             |
| 3 lutego 1983 | Paysandu SC – Santos FC 1:2 Mesquita - Paulo Isidoro, Serginho |

##### Kolejka 5
| Data          | Mecz                                                                    |
| ------------- | ----------------------------------------------------------------------- |
| 5 lutego 1983 | Moto Club de São Luís – Rio Negro Manaus 0:0                            |
| 5 lutego 1983 | Paysandu SC – CR Flamengo 2:3 Cabinho, Edésio - Zico, Leandro, Baltazar |

##### Kolejka 6
| Data          | Mecz                                                                            |
| ------------- | ------------------------------------------------------------------------------- |
| 9 lutego 1983 | Moto Club de São Luís – CR Flamengo 1:5 Sarará - Adílio (2), Baltazar (2), Zico |
| 9 lutego 1983 | Santos FC – Rio Negro Manaus 3:0 Paulo Isidoro, Joăo Paulo, Serginho            |

##### Kolejka 7
| Data           | Mecz                                                                                                 |
| -------------- | --- |
| 19 lutego 1983 | Santos FC – Paysandu SC 4:1 Serginho (3), Joăo Paulo - Careca                                        |
| 19 lutego 1983 | CR Flamengo – Rio Negro Manaus 7:1 Cocada (2), Adílio, Robertinho, Leandro, Zico, Baltazar - Aluísio |

##### Kolejka 8
| Data           | Mecz                                                          |
| -------------- | ------------------------------------------------------------- |
| 23 lutego 1983 | CR Flamengo – Paysandu SC 3:2 Baltazar (3) – Mesquita, Careca |
| 23 lutego 1983 | Rio Negro Manaus – Moto Club de São Luís 1:0 Aluísio          |

##### Kolejka 9
| Data           | Mecz                                                                           |
| -------------- | ------------------------------------------------------------------------------ |
| 27 lutego 1983 | Santos FC – CR Flamengo 3:2 Serginho (2), Serginho Dourado - Robertinho, Édson |
| 27 lutego 1983 | Paysandu SC – Moto Club de São Luís 2:1 Guaraci s, Evandro - Sarará            |

##### Kolejka 10
| Data         | Mecz                                                                    |
| ------------ | ----------------------------------------------------------------------- |
| 6 marca 1983 | Moto Club de São Luís – Santos FC 1:1 Antônio Carlos - Serginho Dourado |
| 6 marca 1983 | Paysandu SC – Rio Negro Manaus 3:0 Edésio, Careca, Cabinho              |

##### Tabela grupy A
| Poz | Klub                  | Mecze | Zw | Rem | Por | Pkt | BrZd | BrStr |
| --- | --------------------- | ----- | -- | --- | --- | --- | ---- | ----- |
| 1   | Santos FC             | 8     | 6  | 1   | 1   | 13  | 17   | 8     |
| 2   | CR Flamengo           | 8     | 5  | 2   | 1   | 12  | 24   | 11    |
| 3   | Rio Negro Manaus      | 8     | 2  | 2   | 4   | 6   | 4    | 15    |
| 4   | Paysandu SC           | 8     | 2  | 1   | 5   | 5   | 12   | 15    |
| 5   | Moto Club de São Luís | 8     | 0  | 4   | 4   | 4   | 6    | 14    |

#### Grupa B

##### Kolejka 1
| Data             | Mecz                                                    |
| ---------------- | ------------------------------------------------------- |
| 23 stycznia 1983 | Athletico Paranaense – Grêmio Porto Alegre 0:1 Osvaldo  |
| 23 stycznia 1983 | Campo Grande Rio de Janeiro – AA Ponte Preta 0:1 Chicăo |

##### Kolejka 2
| Data             | Mecz                                                                                              |
| ---------------- | ------------------------------------------------------------------------------------------------- |
| 26 stycznia 1983 | Joinville – Grêmio Porto Alegre 1:0 Zé Carlos Paulista                                            |
| 27 stycznia 1983 | AA Ponte Preta – Athletico Paranaense 2:4 Édson Boaro, Nívio - Peu (2), Miro Oliveira, Washington |

##### Kolejka 3
| Data             | Mecz                                                                                      |
| ---------------- | ----------------------------------------------------------------------------------------- |
| 29 stycznia 1983 | Grêmio Porto Alegre – AA Ponte Preta 2:0 Tita, Osvaldo                                    |
| 29 stycznia 1983 | Joinville – Campo Grande Rio de Janeiro 1:3 Reginaldo - Lulinha, Carlos Antônio, Luisinho |

##### Kolejka 4
| Data          | Mecz                                                   |
| ------------- | ------------------------------------------------------ |
| 2 lutego 1983 | Campo Grande Rio de Janeiro – Athletico Paranaense 0:0 |
| 2 lutego 1983 | Joinville – AA Ponte Preta 0:0                         |

##### Kolejka 5
| Data          | Mecz                                                                                 |
| ------------- | ------------------------------------------------------------------------------------ |
| 5 lutego 1983 | Athletico Paranaense – Joinville 4:1 Washington (2), Sóter, Peu - Reginaldo          |
| 5 lutego 1983 | Grêmio Porto Alegre – Campo Grande Rio de Janeiro 4:0 Silmar, Lambari, Tita, De León |

##### Kolejka 6
| Data           | Mecz                                                                             |
| -------------- | -------------------------------------------------------------------------------- |
| 9 lutego 1983  | Grêmio Porto Alegre – Joinville 1:1 Osvaldo - Joăo Carlos                        |
| 10 lutego 1983 | Athletico Paranaense – AA Ponte Preta 1:3 Capităo - Mário Sérgio, Edinho, Ângelo |

##### Kolejka 7
| Data           | Mecz                                                   |
| -------------- | ------------------------------------------------------ |
| 19 lutego 1983 | Campo Grande Rio de Janeiro – Joinville 1:0 Luisinho   |
| 19 lutego 1983 | AA Ponte Preta – Grêmio Porto Alegre 1:1 Nívio - César |

##### Kolejka 8
| Data           | Mecz                                                  |
| -------------- | ----------------------------------------------------- |
| 23 lutego 1983 | Joinville – Athletico Paranaense 2:0 Valdo, Palmito   |
| 23 lutego 1983 | Campo Grande Rio de Janeiro – Grêmio Porto Alegre 0:0 |

##### Kolejka 9
| Data           | Mecz                                                                         |
| -------------- | ---------------------------------------------------------------------------- |
| 27 lutego 1983 | AA Ponte Preta – Campo Grande Rio de Janeiro 2:0 Nívio, Jorge Mendonça       |
| 27 lutego 1983 | Grêmio Porto Alegre – Athletico Paranaense 1:2 Leandro - Capităo, Washington |

##### Kolejka 10
| Data         | Mecz                                                                      |
| ------------ | ------------------------------------------------------------------------- |
| 6 marca 1983 | Athletico Paranaense – Campo Grande Rio de Janeiro 1:1 Capităo - Luisinho |
| 7 marca 1983 | AA Ponte Preta – Joinville 3:1 Nívio (2), Luís Sílvio - Joăo Carlos       |

##### Tabela grupy B
| Poz | Klub                        | Mecze | Zw | Rem | Por | Pkt | BrZd | BrStr |
| --- | --------------------------- | ----- | -- | --- | --- | --- | ---- | ----- |
| 1   | AA Ponte Preta              | 8     | 4  | 2   | 2   | 10  | 12   | 9     |
| 2   | Grêmio Porto Alegre         | 8     | 3  | 3   | 2   | 9   | 10   | 5     |
| 3   | Athletico Paranaense        | 8     | 3  | 2   | 3   | 8   | 12   | 11    |
| 4   | Campo Grande Rio de Janeiro | 8     | 2  | 3   | 3   | 7   | 5    | 9     |
| 5   | Joinville                   | 8     | 2  | 2   | 4   | 6   | 7    | 12    |

#### Grupa C

##### Kolejka 1
| Data             | Mecz                                              |
| ---------------- | ------------------------------------------------- |
| 22 stycznia 1983 | Galícia Salvador – CS Sergipe 1:1 Osmar - Valença |
| 23 stycznia 1983 | Sport Recife – São Paulo 0:0                      |

##### Kolejka 2
| Data             | Mecz                                |
| ---------------- | ----------------------------------- |
| 26 stycznia 1983 | Galícia Salvador – São Paulo 0:0    |
| 26 stycznia 1983 | CS Sergipe – América Natal 1:0 Mica |

##### Kolejka 3
| Data             | Mecz                                                          |
| ---------------- | ------------------------------------------------------------- |
| 29 stycznia 1983 | São Paulo – América Natal 4:0 Renato (2), Careca, Paulo César |
| 29 stycznia 1983 | Sport Recife – Galícia Salvador 2:0 Joãozinho, Roberto        |

##### Kolejka 4
| Data          | Mecz                                                               |
| ------------- | ------------------------------------------------------------------ |
| 2 lutego 1983 | América Natal – Galícia Salvador 1:0 Iva                           |
| 2 lutego 1983 | CS Sergipe – Sport Recife 3:1 Luís Carlos (2), Nininho - Joãozinho |

##### Kolejka 5
| Data          | Mecz                                            |
| ------------- | ----------------------------------------------- |
| 5 lutego 1983 | Sport Recife – América Natal 1:1 Mérica - Mário |
| 5 lutego 1983 | CS Sergipe – São Paulo 0:0                      |

##### Kolejka 6
| Data           | Mecz                                                        |
| -------------- | ----------------------------------------------------------- |
| 9 lutego 1983  | América Natal – CS Sergipe 3:1 Roberto (2), Sandoval - Mica |
| 10 lutego 1983 | São Paulo – Galícia Salvador 1:0 Renato                     |

##### Kolejka 7
| Data           | Mecz                                                |
| -------------- | --------------------------------------------------- |
| 19 lutego 1983 | América Natal – São Paulo 0:2 Darío Pereyra, Careca |
| 19 lutego 1983 | Galícia Salvador – Sport Recife 1:1 Cândido - Édson |

##### Kolejka 8
| Data           | Mecz                                                                        |
| -------------- | --------------------------------------------------------------------------- |
| 23 lutego 1983 | Sport Recife – CS Sergipe 4:1 Édson (2), Nílson, Jorge Campos - Luís Carlos |
| 23 lutego 1983 | Galícia Salvador – América Natal 0:1 Paulo Lino                             |

##### Kolejka 9
| Data           | Mecz                                                 |
| -------------- | ---------------------------------------------------- |
| 26 lutego 1983 | São Paulo – CS Sergipe 3:0 Careca, Renato, Zé Sérgio |
| 27 lutego 1983 | América Natal – Sport Recife 1:0 Paulistinha         |

##### Kolejka 10
| Data         | Mecz                                                        |
| ------------ | ----------------------------------------------------------- |
| 6 marca 1983 | São Paulo – Sport Recife 3:1 Careca (2), Renato - Joãozinho |
| 6 marca 1983 | CS Sergipe – Galícia Salvador 2:0 Luís Carlos, Valença      |

#### Tabela grupy C
| Poz | Klub             | Mecze | Zw | Rem | Por | Pkt | BrZd | BrStr |
| --- | ---------------- | ----- | -- | --- | --- | --- | ---- | ----- |
| 1   | São Paulo        | 8     | 5  | 3   | 0   | 13  | 13   | 1     |
| 2   | América Natal    | 8     | 4  | 1   | 3   | 9   | 7    | 9     |
| 3   | CS Sergipe       | 8     | 3  | 2   | 3   | 8   | 9    | 12    |
| 4   | Sport Recife     | 8     | 2  | 3   | 3   | 7   | 10   | 10    |
| 5   | Galícia Salvador | 8     | 0  | 3   | 5   | 3   | 2    | 9     |

#### Grupa D

##### Kolejka 1
| Data             | Mecz                                                          |
| ---------------- | ------------------------------------------------------------- |
| 23 stycznia 1983 | Corinthians Paulista – Fluminense FC 2:1 Sócrates (2) – Delei |
| 23 stycznia 1983 | CS Alagoano – SE Tiradentes 4:0 Marciano (2), Rômel, Zezé s   |

##### Kolejka 2
| Data             | Mecz                                                                     |
| ---------------- | ------------------------------------------------------------------------ |
| 26 stycznia 1983 | Fluminense FC – CS Alagoano 1:2 Zezé Gomes - Jacózinho, Marciano         |
| 27 stycznia 1983 | Fortaleza – Corinthians Paulista 1:3 Assis Paraíba - Zenon (2), Wladimir |

##### Kolejka 3
| Data             | Mecz                                                                    |
| ---------------- | ----------------------------------------------------------------------- |
| 29 stycznia 1983 | SE Tiradentes – Corinthians Paulista 2:1 Sabará, Hélio Rocha - Sócrates |
| 29 stycznia 1983 | Fortaleza – Fluminense FC 0:0                                           |

##### Kolejka 4
| Data          | Mecz                                     |
| ------------- | ---------------------------------------- |
| 2 lutego 1983 | SE Tiradentes – Fluminense FC 1:0 Sabará |
| 2 lutego 1983 | CS Alagoano – Fortaleza 0:0              |

##### Kolejka 5
| Data          | Mecz                                                                                           |
| ------------- | ---------------------------------------------------------------------------------------------- |
| 5 lutego 1983 | Corinthians Paulista – CS Alagoano 4:2 Paulo Egídio (2), Ataliba, Biro-Biro - Zé Carlos, Rômel |
| 5 lutego 1983 | Fortaleza – SE Tiradentes 1:1 Rôner - Luís Sérgio                                              |

##### Kolejka 6
| Data          | Mecz |
| ------------- | --- |
| 9 lutego 1983 | Corinthians Paulista 1 – SE Tiradentes 10:1 Sócrates (4), Paulo Egídio (2), Biro-Biro, Ataliba, Wladimir, Vidotti - Sabará |
| 9 lutego 1983 | Fluminense FC – Fortaleza 5:1 Cristóvăo (2), Jasson (2), Aldo - Beto                                                       |

##### Kolejka 7
| Data           | Mecz                                                       |
| -------------- | ---------------------------------------------------------- |
| 19 lutego 1983 | Fluminense FC – SE Tiradentes 3:0 Alexandre, Delei, Branco |
| 19 lutego 1983 | Fortaleza – CS Alagoano 1:1 Lenílson - Zé Carlos           |

##### Kolejka 8
| Data           | Mecz                                                                          |
| -------------- | ----------------------------------------------------------------------------- |
| 23 lutego 1983 | Corinthians Paulista – Fortaleza 3:1 Alfinete, Ataliba, Sócrates - Paulinho s |
| 23 lutego 1983 | CS Alagoano – Fluminense FC 1:2 Josenílton - Jasson (2)                       |

##### Kolejka 9
| Data           | Mecz                                                                  |
| -------------- | --------------------------------------------------------------------- |
| 27 lutego 1983 | CS Alagoano – Corinthians Paulista 1:2 Marciano - Ataliba, Wladimir   |
| 27 lutego 1983 | SE Tiradentes – Fortaleza 4:1 Luís Sérgio (3), Hélio Rocha - Lenílson |

##### Kolejka 10
| Data         | Mecz                                                   |
| ------------ | ------------------------------------------------------ |
| 6 marca 1983 | Fluminense FC – Corinthians Paulista 1:0 Cândido       |
| 6 marca 1983 | SE Tiradentes – CS Alagoano 2:1 Sabará, Flávio - Rômel |

##### Tabela grupy D
| Poz | Klub                 | Mecze | Zw | Rem | Por | Pkt | BrZd | BrStr |
| --- | -------------------- | ----- | -- | --- | --- | --- | ---- | ----- |
| 1   | Corinthians Paulista | 8     | 6  | 0   | 2   | 12  | 25   | 10    |
| 2   | Fluminense FC        | 8     | 4  | 1   | 3   | 9   | 13   | 7     |
| 3   | SE Tiradentes        | 8     | 4  | 1   | 3   | 9   | 11   | 21    |
| 4   | CS Alagoano          | 8     | 2  | 2   | 4   | 6   | 12   | 12    |
| 5   | Fortaleza            | 8     | 0  | 4   | 4   | 4   | 6    | 17    |

#### Grupa E

##### Kolejka 1
| Data             | Mecz                                    |
| ---------------- | --------------------------------------- |
| 23 stycznia 1983 | EC Bahia – SE Palmeiras 0:0             |
| 23 stycznia 1983 | Mixto EC – Goiás EC 1:2 Tim - Dario (2) |

##### Kolejka 2
| Data             | Mecz                                           |
| ---------------- | ---------------------------------------------- |
| 27 stycznia 1983 | EC Comercial – SE Palmeiras 1:1 Bugre - Carlăo |
| 13 lutego 1983   | Goiás EC – EC Bahia 1:1 Washington - Sena      |

##### Kolejka 3
| Data             | Mecz                                              |
| ---------------- | ------------------------------------------------- |
| 29 stycznia 1983 | EC Comercial – Goiás EC 2:1 Bugre, Cido - William |
| 29 stycznia 1983 | Mixto EC – EC Bahia 2:0 Marcinho (2)              |

##### Kolejka 4
| Data          | Mecz                                              |
| ------------- | ------------------------------------------------- |
| 2 lutego 1983 | SE Palmeiras – Goiás EC 1:0 Carlos Alberto Seixas |
| 2 lutego 1983 | EC Comercial – Mixto EC 2:1 Bugre (2) – Marcinho  |

##### Kolejka 5
| Data          | Mecz                                                                               |
| ------------- | ---------------------------------------------------------------------------------- |
| 5 lutego 1983 | SE Palmeiras – Mixto EC 4:0 Jorginho, Carlos Alberto Seixas, Carlos Henrique, Cléo |
| 5 lutego 1983 | EC Bahia – EC Comercial 1:0 Sabino                                                 |

##### Kolejka 6
| Data          | Mecz                                             |
| ------------- | ------------------------------------------------ |
| 9 lutego 1983 | EC Bahia – Mixto EC 2:1 Sena, Sabinho - Marcinho |
| 9 lutego 1983 | Goiás EC – EC Comercial 0:1 Bugre                |

##### Kolejka 7
| Data           | Mecz                                            |
| -------------- | ----------------------------------------------- |
| 19 lutego 1983 | Mixto EC – EC Comercial 1:1 Bargas - Bugre      |
| 19 lutego 1983 | Goiás EC – SE Palmeiras 0:2 Carlos Henrique (2) |

##### Kolejka 8
| Data           | Mecz                                                  |
| -------------- | ----------------------------------------------------- |
| 23 lutego 1983 | EC Comercial – EC Bahia 1:0 Biro-Biro                 |
| 23 lutego 1983 | Mixto EC – SE Palmeiras 0:3 Perivaldo, Jorginho, Cléo |

##### Kolejka 9
| Data           | Mecz                                                                       |
| -------------- | -------------------------------------------------------------------------- |
| 26 lutego 1983 | SE Palmeiras – EC Bahia 4:0 Carlos Alberto Seixas (2), Luís Pereira, Enéas |
| 27 lutego 1983 | Goiás EC – Mixto EC 3:1 Luvanor (2), Dario - Mário Celso                   |

##### Kolejka 10
| Data         | Mecz                                                                        |
| ------------ | --------------------------------------------------------------------------- |
| 5 marca 1983 | SE Palmeiras – EC Comercial 2:1 Carlos Alberto Seixas, Jorginho - Biro-Biro |
| 6 marca 1983 | EC Bahia – Goiás EC 3:0 Róbson, Sabino, Léo Oliveira                        |

##### Tabela grupy E
| Poz | Klub         | Mecze | Zw | Rem | Por | Pkt | BrZd | BrStr |
| --- | ------------ | ----- | -- | --- | --- | --- | ---- | ----- |
| 1   | SE Palmeiras | 8     | 6  | 2   | 0   | 14  | 17   | 2     |
| 2   | EC Comercial | 8     | 4  | 2   | 2   | 10  | 9    | 7     |
| 3   | EC Bahia     | 8     | 3  | 2   | 3   | 8   | 7    | 9     |
| 4   | Goiás EC     | 8     | 2  | 1   | 5   | 5   | 7    | 12    |
| 5   | Mixto EC     | 8     | 1  | 1   | 6   | 3   | 7    | 17    |

#### Grupa F

##### Kolejka 1
| Data             | Mecz                                                          |
| ---------------- | ------------------------------------------------------------- |
| 23 stycznia 1983 | CA Juventus – Vila Nova FC 0:0                                |
| 23 stycznia 1983 | Atlético Mineiro – America FC 1:2 Reinaldo - Moreno, Luisinho |

##### Kolejka 2
| Data             | Mecz                                            |
| ---------------- | ----------------------------------------------- |
| 26 stycznia 1983 | Rio Branco AC – America FC 0:2 Luisinho, Moreno |
| 26 stycznia 1983 | CA Juventus – Atlético Mineiro 0:0              |

##### Kolejka 3
| Data             | Mecz                                                                       |
| ---------------- | -------------------------------------------------------------------------- |
| 29 stycznia 1983 | Rio Branco AC – CA Juventus 1:1 Londrina - Deodoro                         |
| 29 stycznia 1983 | Vila Nova FC – Atlético Mineiro 1:2 Marquinhos - Reinaldo, Ricardo Eugęnio |

##### Kolejka 4
| Data          | Mecz                                      |
| ------------- | ----------------------------------------- |
| 2 lutego 1983 | America FC – CA Juventus 2:0 Gil, Donato  |
| 2 lutego 1983 | Rio Branco AC – Vila Nova FC 1:0 Severino |

##### Kolejka 5
| Data          | Mecz                                                                        |
| ------------- | --------------------------------------------------------------------------- |
| 5 lutego 1983 | Atlético Mineiro – Rio Branco AC 2:0 Éder, Nelinho                          |
| 5 lutego 1983 | America FC – Vila Nova FC 3:1 Luisinho (2), Roberto Oliveira s - Jota Maria |

##### Kolejka 6
| Data           | Mecz                                                                                         |
| -------------- | -------------------------------------------------------------------------------------------- |
| 9 lutego 1983  | CA Juventus – Rio Branco AC 3:2 Ilo (3) – Ademir, Vicente                                    |
| 10 lutego 1983 | Atlético Mineiro – Vila Nova FC 4:1 Marcus Vinícius, Heleno, Catatau, Silvestre s - Erivelto |

##### Kolejka 7
| Data           | Mecz                                                              |
| -------------- | ----------------------------------------------------------------- |
| 19 lutego 1983 | CA Juventus – America FC 1:3 Trajano - Luisinho, Gilcimar, Gílson |
| 19 lutego 1983 | Vila Nova FC – Rio Branco AC 2:0 Falcăo, Jota Maria               |

##### Kolejka 8
| Data           | Mecz                                                           |
| -------------- | -------------------------------------------------------------- |
| 23 lutego 1983 | Rio Branco AC – Atlético Mineiro 0:2 Reinaldo, Marcus Vinícius |
| 23 lutego 1983 | Vila Nova FC – America FC 3:0 Jota Maria (2), Marquinhos       |

##### Kolejka 9
| Data           | Mecz                                                 |
| -------------- | ---------------------------------------------------- |
| 26 lutego 1983 | Vila Nova FC – CA Juventus 1:0 Jota Maria            |
| 27 lutego 1983 | America FC – Atlético Mineiro 1:1 Gilberto - Catatau |

##### Kolejka 10
| Data         | Mecz                                                        |
| ------------ | ----------------------------------------------------------- |
| 6 marca 1983 | Atlético Mineiro – CA Juventus 1:0 Nelinho                  |
| 6 marca 1983 | America FC – Rio Branco AC 4:0 Luisinho (2), Gílson, Moreno |

##### Tabela grupy F
| Poz | Klub             | Mecze | Zw | Rem | Por | Pkt | BrZd | BrStr |
| --- | ---------------- | ----- | -- | --- | --- | --- | ---- | ----- |
| 1   | America FC       | 8     | 6  | 1   | 1   | 13  | 17   | 7     |
| 2   | Atlético Mineiro | 8     | 5  | 2   | 1   | 12  | 13   | 5     |
| 3   | Vila Nova FC     | 8     | 3  | 1   | 4   | 7   | 9    | 10    |
| 4   | CA Juventus      | 8     | 1  | 3   | 4   | 5   | 5    | 10    |
| 5   | Rio Branco AC    | 8     | 1  | 1   | 6   | 3   | 4    | 16    |

#### Grupa G

##### Kolejka 1
| Data             | Mecz                                                      |
| ---------------- | --------------------------------------------------------- |
| 23 stycznia 1983 | SC Internacional – Colorado EC 2:0 Geraldăo (2)           |
| 23 stycznia 1983 | Brasília – Botafogo FR 3:2 Bife (2), Zé Carlos - Abel, Té |

##### Kolejka 2
| Data             | Mecz                                               |
| ---------------- | -------------------------------------------------- |
| 26 stycznia 1983 | Colorado EC – Brasília 2:0 Nílton, Aladim          |
| 27 stycznia 1983 | Botafogo FR – Ferroviária Araraquara 0:1 Claudinho |

##### Kolejka 3
| Data             | Mecz                                                        |
| ---------------- | ----------------------------------------------------------- |
| 29 stycznia 1983 | Ferroviária Araraquara – Colorado EC 2:0 Bozó, Douglas Onça |
| 29 stycznia 1983 | SC Internacional – Brasília 2:0 Roberto, Geraldăo           |

##### Kolejka 4
| Data          | Mecz                                                               |
| ------------- | ------------------------------------------------------------------ |
| 2 lutego 1983 | Botafogo FR – Colorado EC 0:0                                      |
| 2 lutego 1983 | Ferroviária Araraquara – SC Internacional 2:0 Marcăo, Douglas Onça |

##### Kolejka 5
| Data          | Mecz                                            |
| ------------- | ----------------------------------------------- |
| 5 lutego 1983 | Botafogo FR – SC Internacional 1:0 Paulo Verdum |
| 5 lutego 1983 | Brasília – Ferroviária Araraquara 0:0           |

##### Kolejka 6
| Data          | Mecz                                                  |
| ------------- | ----------------------------------------------------- |
| 9 lutego 1983 | Brasília – SC Internacional 1:2 Foca - Rubén Paz (2)  |
| 9 lutego 1983 | Colorado EC – Ferroviária Araraquara 2:0 Jones, César |

##### Kolejka 7
| Data           | Mecz                                                 |
| -------------- | ---------------------------------------------------- |
| 19 lutego 1983 | Colorado EC – Botafogo FR 3:0 Freitas, Aladim, André |
| 19 lutego 1983 | SC Internacional – Ferroviária Araraquara 0:0        |

##### Kolejka 8
| Data           | Mecz                                                          |
| -------------- | ------------------------------------------------------------- |
| 23 lutego 1983 | Brasília – Colorado EC 0:0                                    |
| 23 lutego 1983 | Ferroviária Araraquara – Botafogo FR 2:1 Bozó, Cláudio - Abel |

##### Kolejka 9
| Data           | Mecz                                              |
| -------------- | ------------------------------------------------- |
| 26 lutego 1983 | Botafogo FR – Brasília 3:0 Té (3)                 |
| 27 lutego 1983 | Colorado EC – SC Internacional 2:0 Roldăo, Caxias |

##### Kolejka 10
| Data         | Mecz                                                                   |
| ------------ | ---------------------------------------------------------------------- |
| 6 marca 1983 | SC Internacional – Botafogo FR 0:0                                     |
| 6 marca 1983 | Ferroviária Araraquara – Brasília 3:1 Claudinho, Bozó, Marcăo - Santos |

##### Tabela grupy G
| Poz | Klub                   | Mecze | Zw | Rem | Por | Pkt | BrZd | BrStr |
| --- | ---------------------- | ----- | -- | --- | --- | --- | ---- | ----- |
| 1   | Ferroviária Araraquara | 8     | 5  | 2   | 1   | 12  | 10   | 4     |
| 2   | Colorado EC            | 8     | 4  | 2   | 2   | 10  | 9    | 4     |
| 3   | SC Internacional       | 8     | 3  | 2   | 3   | 8   | 6    | 6     |
| 4   | Botafogo FR            | 8     | 2  | 2   | 4   | 6   | 7    | 9     |
| 5   | Brasília               | 8     | 1  | 2   | 5   | 4   | 5    | 14    |

#### Grupa H

##### Kolejka 1
| Data             | Mecz                                                         |
| ---------------- | ------------------------------------------------------------ |
| 22 stycznia 1983 | Cruzeiro EC – Náutico 3:1 Carlinhos, Tostăo, Aílton - Baiano |
| 23 stycznia 1983 | Ferroviário AC – CR Vasco da Gama 0:2 Dudu, Pedrinho         |

##### Kolejka 2
| Data             | Mecz                                                     |
| ---------------- | -------------------------------------------------------- |
| 26 stycznia 1983 | Náutico – Ferroviário AC 3:0 Flávio, Hęider, Porto       |
| 26 stycznia 1983 | Treze FC – CR Vasco da Gama 0:2 Roberto Dinamite, Ernâni |

##### Kolejka 3
| Data             | Mecz                                                           |
| ---------------- | -------------------------------------------------------------- |
| 29 stycznia 1983 | Cruzeiro EC – Ferroviário AC 1:1 Edmar - Almir                 |
| 29 stycznia 1983 | Treze FC – Náutico 1:4 Fernando Baiano - Baiano (3), Manguinha |

##### Kolejka 4
| Data          | Mecz                                                             |
| ------------- | ---------------------------------------------------------------- |
| 2 lutego 1983 | Treze FC – Cruzeiro EC 0:4 Paulo Borges (2), Joãozinho, Palhinha |
| 2 lutego 1983 | CR Vasco da Gama – Náutico 1:1 Elói - Baiano                     |

##### Kolejka 5
| Data          | Mecz                                           |
| ------------- | ---------------------------------------------- |
| 5 lutego 1983 | CR Vasco da Gama – Cruzeiro EC 0:0             |
| 5 lutego 1983 | Ferroviário AC – Treze FC 2:1 Almir (2) – Lula |

##### Kolejka 6
| Data          | Mecz                                                      |
| ------------- | --------------------------------------------------------- |
| 9 lutego 1983 | Ferroviário AC – Cruzeiro EC 0:3 Edmar, Tostăo, Palhinha  |
| 9 lutego 1983 | Náutico – Treze FC 4:0 Hęider, Vílson, Mirandinha, Baiano |

##### Kolejka 7
| Data           | Mecz                                                |
| -------------- | --------------------------------------------------- |
| 19 lutego 1983 | Cruzeiro EC – Treze FC 3:1 Edmar (2), Tostăo - Pita |
| 19 lutego 1983 | Náutico – CR Vasco da Gama 1:1 Mirandinha - Elói    |

##### Kolejka 8
| Data           | Mecz                                             |
| -------------- | ------------------------------------------------ |
| 23 lutego 1983 | Cruzeiro EC – CR Vasco da Gama 0:0               |
| 23 lutego 1983 | Treze FC – Ferroviário AC 2:1 Wílson, Lula - Iva |

##### Kolejka 9
| Data           | Mecz                                                        |
| -------------- | ----------------------------------------------------------- |
| 27 lutego 1983 | CR Vasco da Gama – Ferroviário AC 3:0 Elói (2), Pedrinho    |
| 27 lutego 1983 | Náutico – Cruzeiro EC 4:0 Mirandinha (2), Flávio, Manguinha |

##### Kolejka 10
| Data         | Mecz                                                                                                 |
| ------------ | --- |
| 6 marca 1983 | CR Vasco da Gama – Treze FC 5:2 Roberto Dinamite (2), Elói (2), Pedrinho Gaúcho - Rocha, Esquerdinha |
| 6 marca 1983 | Ferroviário AC – Náutico 1:2 Betinho - Luisinho s, Mirandinha                                        |

##### Tabela grupy H
| Poz | Klub             | Mecze | Zw | Rem | Por | Pkt | BrZd | BrStr |
| --- | ---------------- | ----- | -- | --- | --- | --- | ---- | ----- |
| 1   | Náutico          | 8     | 5  | 2   | 1   | 12  | 20   | 7     |
| 2   | CR Vasco da Gama | 8     | 4  | 4   | 0   | 12  | 14   | 4     |
| 3   | Cruzeiro EC      | 8     | 4  | 3   | 1   | 11  | 14   | 7     |
| 4   | Ferroviário AC   | 8     | 1  | 1   | 6   | 3   | 5    | 17    |
| 5   | Treze FC         | 8     | 1  | 0   | 7   | 2   | 7    | 25    |

#### Baraże
Zwycięzcy awansowali do drugiego etapu mistrzostw, natomiast przegrani zachowali jeszcze szansę w turnieju Taça de Prata.
| 9 marca 1983 Paysandu SC – Campo Grande Rio de Janeiro 1:3 - Pingo (2), Luisinho - Edésio           |
| 9 marca 1983 Sport Recife – CS Alagoano 2:1 - Wílson Carrasco, Joãozinho - Zezinho                  |
| 9 marca 1983 Goiás EC – CA Juventus 3:2 (dogr.), norm. 2:2 - Luvanor, Bill, Nei - Deodoro, Fagundes |
| 9 marca 1983 Botafogo FR – Ferroviário AC 3:1 - Abel, Té, Nilo s - Almir                            |

#### Taça de Prata
W turnieju Taça de Prata do drugiej fazy mistrzostw Brazylii zakwalifikowały się następujące kluby:
- Americano FC
- Botafogo Ribeirão Preto
- Guarani FC
- Uberaba

### Drugi etap

#### Grupa I

##### Kolejka 1
| Data          | Mecz                                                                          |
| ------------- | ----------------------------------------------------------------------------- |
| 13 marca 1983 | Santos FC – EC Comercial 4:1 Joăo Paulo, Pita, Serginho, Paulo Isidoro - Cido |
| 13 marca 1983 | Guarani FC – Cruzeiro EC 1:0 Ernâni Banana                                    |

##### Kolejka 2
| Data          | Mecz                                                    |
| ------------- | ------------------------------------------------------- |
| 16 marca 1983 | Cruzeiro EC – EC Comercial 2:0 Tostăo, Palhinha         |
| 16 marca 1983 | Santos FC – Guarani FC 1:1 Joăo Paulo - Wílson Gottardo |

##### Kolejka 3
| Data          | Mecz                                                          |
| ------------- | ------------------------------------------------------------- |
| 19 marca 1983 | Cruzeiro EC – Santos FC 1:1 Palhinha - Serginho Dourado       |
| 19 marca 1983 | EC Comercial – Guarani FC 1:3 Bugre - Lúcio (2), Vílson Tadei |

##### Kolejka 4
| Data          | Mecz                                                               |
| ------------- | ------------------------------------------------------------------ |
| 26 marca 1983 | Guarani FC – Santos FC 2:2 Lúcio, Vílson Tadei - Pita, Serginho    |
| 26 marca 1983 | EC Comercial – Cruzeiro EC 2:3 Coldmann, Viana - Edmar (2), Tostăo |

##### Kolejka 5
| Data          | Mecz                                                                      |
| ------------- | ------------------------------------------------------------------------- |
| 30 marca 1983 | Guarani FC – EC Comercial 1:1 Éverton - Marco Antônio                     |
| 30 marca 1983 | Santos FC – Cruzeiro EC 5:0 Serginho (3), Serginho Dourado, Paulo Isidoro |

##### Kolejka 6
| Data            | Mecz                                                                |
| --------------- | ------------------------------------------------------------------- |
| 3 kwietnia 1983 | EC Comercial – Santos FC 2:2 Fernando, Gilberto s - Pita, Joãozinho |
| 3 kwietnia 1983 | Cruzeiro EC – Guarani FC 1:1 Edmar - Marlon                         |

##### Tabela grupy I
| Poz | Klub         | Mecze | Zw | Rem | Por | Pkt | BrZd | BrStr |
| --- | ------------ | ----- | -- | --- | --- | --- | ---- | ----- |
| 1   | Santos FC    | 6     | 2  | 4   | 0   | 8   | 15   | 7     |
| 2   | Guarani FC   | 6     | 2  | 4   | 0   | 8   | 9    | 6     |
| 3   | Cruzeiro EC  | 6     | 2  | 2   | 2   | 6   | 7    | 10    |
| 4   | EC Comercial | 6     | 0  | 2   | 4   | 2   | 7    | 15    |

#### Grupa J

##### Kolejka 1
| Data          | Mecz                                                                |
| ------------- | ------------------------------------------------------------------- |
| 13 marca 1983 | Atlético Mineiro – SC Internacional 2:1 Heleno, Rômulo - André Luís |
| 13 marca 1983 | Sport Recife – AA Ponte Preta 2:0 Denô, Wílson Carrasco             |

##### Kolejka 2
| Data          | Mecz                                                                     |
| ------------- | ------------------------------------------------------------------------ |
| 17 marca 1983 | Sport Recife – Atlético Mineiro 1:1 Wílson Carrasco - Nelinho            |
| 17 marca 1983 | AA Ponte Preta – SC Internacional 2:2 Jorge Mendonça (2) – Rubén Paz (2) |

##### Kolejka 3
| Data          | Mecz                                                                                 |
| ------------- | ------------------------------------------------------------------------------------ |
| 19 marca 1983 | AA Ponte Preta – Atlético Mineiro 2:2 Édson Boaro, Polozi - Toninho Cerezo, Reinaldo |
| 19 marca 1983 | SC Internacional – Sport Recife 0:1 Dęno                                             |

##### Kolejka 4
| Data          | Mecz                                                                |
| ------------- | ------------------------------------------------------------------- |
| 26 marca 1983 | SC Internacional – AA Ponte Preta 1:0 Geraldăo                      |
| 26 marca 1983 | Atlético Mineiro – Sport Recife 2:1 Heleno, Jorge Valença - Augusto |

##### Kolejka 5
| Data          | Mecz                                                                |
| ------------- | ------------------------------------------------------------------- |
| 30 marca 1983 | Atlético Mineiro – AA Ponte Preta 3:0 Éder, Toninho Cerezo, Nelinho |
| 30 marca 1983 | Sport Recife – SC Internacional 1:1 Wílson Carrasco - Rubén Paz     |

##### Kolejka 6
| Data            | Mecz                                                                       |
| --------------- | -------------------------------------------------------------------------- |
| 3 kwietnia 1983 | AA Ponte Preta – Sport Recife 2:1 Augusto s, Édson Boaro - Wílson Carrasco |
| 3 kwietnia 1983 | SC Internacional – Atlético Mineiro 2:1 Geraldăo, Silvinho - Formiga       |

##### Tabela grupy J
| Poz | Klub             | Mecze | Zw | Rem | Por | Pkt | BrZd | BrStr |
| --- | ---------------- | ----- | -- | --- | --- | --- | ---- | ----- |
| 1   | Atlético Mineiro | 6     | 3  | 2   | 1   | 8   | 11   | 7     |
| 2   | Sport Recife     | 6     | 2  | 2   | 2   | 6   | 7    | 6     |
| 3   | SC Internacional | 6     | 2  | 2   | 2   | 6   | 7    | 7     |
| 4   | AA Ponte Preta   | 6     | 1  | 2   | 3   | 4   | 6    | 11    |

#### Grupa K

##### Kolejka 1
| Data          | Mecz                                                            |
| ------------- | --------------------------------------------------------------- |
| 13 marca 1983 | Colorado EC – Vila Nova FC 1:0 Freitas                          |
| 13 marca 1983 | Uberaba – São Paulo 1:4 Zé Carlos - Agnaldo (2), Careca, Renato |

##### Kolejka 2
| Data          | Mecz                                                                     |
| ------------- | ------------------------------------------------------------------------ |
| 16 marca 1983 | São Paulo – Vila Nova FC 4:0 Careca (3), Zé Mário                        |
| 16 marca 1983 | Uberaba – Colorado EC 2:3 Ari Marques s, Nei - Nílton, Freitas, Jaiminho |

##### Kolejka 3
| Data          | Mecz                                                  |
| ------------- | ----------------------------------------------------- |
| 19 marca 1983 | São Paulo – Colorado EC 4:0 Renato (2), Careca, Paulo |
| 19 marca 1983 | Vila Nova FC – Uberaba 1:1 Marco Aurélio - Serginho   |

##### Kolejka 4
| Data          | Mecz                                    |
| ------------- | --------------------------------------- |
| 26 marca 1983 | Colorado EC – Uberaba 1:0 Freitas       |
| 26 marca 1983 | Vila Nova FC – São Paulo 0:2 Careca (2) |

##### Kolejka 5
| Data          | Mecz                                                              |
| ------------- | ----------------------------------------------------------------- |
| 30 marca 1983 | Uberaba – Vila Nova FC 4:0 Joãozinho, Figueroa, Humberto, Edvaldo |
| 30 marca 1983 | Colorado EC – São Paulo 2:2 Jones (2) – Darío Pereyra, Careca     |

##### Kolejka 6
| Data            | Mecz                                                                     |
| --------------- | ------------------------------------------------------------------------ |
| 2 kwietnia 1983 | São Paulo – Uberaba 5:1 Careca (2), Renato (2), Zé Sérgio - Nei          |
| 2 kwietnia 1983 | Vila Nova FC – Colorado EC 4:1 Zé Carlos (2), Marquinhos, Falcăo - César |

##### Tabela grupy K
| Poz | Klub         | Mecze | Zw | Rem | Por | Pkt | BrZd | BrStr |
| --- | ------------ | ----- | -- | --- | --- | --- | ---- | ----- |
| 1   | São Paulo    | 6     | 5  | 1   | 0   | 11  | 21   | 4     |
| 2   | Colorado EC  | 6     | 3  | 1   | 2   | 7   | 8    | 12    |
| 3   | Uberaba      | 6     | 1  | 1   | 4   | 3   | 9    | 14    |
| 4   | Vila Nova FC | 6     | 1  | 1   | 4   | 3   | 5    | 13    |

#### Grupa L

##### Kolejka 1
| Data          | Mecz                                                                 |
| ------------- | -------------------------------------------------------------------- |
| 13 marca 1983 | Corinthians Paulista – CR Vasco da Gama 1:1 Zenon - Roberto Dinamite |
| 13 marca 1983 | Campo Grande Rio de Janeiro – EC Bahia 0:0                           |

##### Kolejka 2
| Data          | Mecz                                                                                                  |
| ------------- | --- |
| 16 marca 1983 | EC Bahia – Corinthians Paulista 0:0                                                                   |
| 16 marca 1983 | CR Vasco da Gama – Campo Grande Rio de Janeiro 3:1 Paulo César (2), Roberto Dinamite - Carlos Antônio |

##### Kolejka 3
| Data          | Mecz                                                                         |
| ------------- | ---------------------------------------------------------------------------- |
| 19 marca 1983 | EC Bahia – CR Vasco da Gama 0:0                                              |
| 22 marca 1983 | Campo Grande Rio de Janeiro – Corinthians Paulista 1:1 Luisinho - Casagrande |

##### Kolejka 4
| Data          | Mecz                                                                                     |
| ------------- | ---------------------------------------------------------------------------------------- |
| 26 marca 1983 | Campo Grande Rio de Janeiro – CR Vasco da Gama 2:1 Ramírez, Luisinho - Marquinho Carioca |
| 26 marca 1983 | Corinthians Paulista – EC Bahia 2:0 Zenon, Ismael                                        |

##### Kolejka 5
| Data          | Mecz                                                    |
| ------------- | ------------------------------------------------------- |
| 30 marca 1983 | EC Bahia – Campo Grande Rio de Janeiro 2:0 Edinho, Sena |
| 31 marca 1983 | CR Vasco da Gama – Corinthians Paulista 0:0             |

##### Kolejka 6
| Data            | Mecz                                                                                  |
| --------------- | ------------------------------------------------------------------------------------- |
| 3 kwietnia 1983 | CR Vasco da Gama – EC Bahia 1:1 Celso - Róbson                                        |
| 3 kwietnia 1983 | Corinthians Paulista – Campo Grande Rio de Janeiro 3:1 Zenon (2), Sócrates - Luisinho |

##### Tabela grupy L
| Poz | Klub                        | Mecze | Zw | Rem | Por | Pkt | BrZd | BrStr |
| --- | --------------------------- | ----- | -- | --- | --- | --- | ---- | ----- |
| 1   | Corinthians Paulista        | 6     | 2  | 4   | 0   | 8   | 7    | 3     |
| 2   | CR Vasco da Gama            | 6     | 1  | 4   | 1   | 6   | 6    | 5     |
| 3   | EC Bahia                    | 6     | 1  | 4   | 1   | 6   | 3    | 3     |
| 4   | Campo Grande Rio de Janeiro | 6     | 1  | 2   | 3   | 4   | 5    | 10    |

#### Grupa M

##### Kolejka 1
| Data          | Mecz                                                                    |
| ------------- | ----------------------------------------------------------------------- |
| 13 marca 1983 | Americano FC – SE Palmeiras 2:2 Sérgio Pedro, Manguinho - Vágner, Enéas |
| 13 marca 1983 | SE Tiradentes – CR Flamengo 1:3 Flávio - Zico (2), Andrade              |

##### Kolejka 2
| Data          | Mecz                                                                   |
| ------------- | ---------------------------------------------------------------------- |
| 16 marca 1983 | SE Tiradentes – Americano FC 0:0                                       |
| 17 marca 1983 | SE Palmeiras – CR Flamengo 3:1 Batista, Carlos Henrique, Cléo - Adílio |

##### Kolejka 3
| Data          | Mecz                                                                                |
| ------------- | ----------------------------------------------------------------------------------- |
| 19 marca 1983 | SE Palmeiras – SE Tiradentes 5:1 Carlos Alberto Seixas (3), Carlăo, Márcio - Flávio |
| 21 marca 1983 | CR Flamengo – Americano FC 3:0 Robertinho (2), Zico                                 |

##### Kolejka 4
| Data          | Mecz                                               |
| ------------- | -------------------------------------------------- |
| 26 marca 1983 | Americano FC – SE Tiradentes 1:0 Oliveira          |
| 26 marca 1983 | CR Flamengo – SE Palmeiras 1:1 Baltazar - Jorginho |

##### Kolejka 5
| Data          | Mecz                                                                                |
| ------------- | ----------------------------------------------------------------------------------- |
| 30 marca 1983 | SE Tiradentes – SE Palmeiras 0:6 Vágner (3), Carlos Alberto Seixas, Enéas, Jorginho |
| 30 marca 1983 | Americano FC – CR Flamengo 2:2 Amarildo, Sérgio Pedro - Baltazar (2)                |

##### Kolejka 6
| Data            | Mecz                                     |
| --------------- | ---------------------------------------- |
| 23 marca 1983   | CR Flamengo – SE Tiradentes 2:0 Zico (2) |
| 2 kwietnia 1983 | SE Palmeiras – Americano FC 0:0          |

##### Tabela grupy M
| Poz | Klub          | Mecze | Zw | Rem | Por | Pkt | BrZd | BrStr |
| --- | ------------- | ----- | -- | --- | --- | --- | ---- | ----- |
| 1   | SE Palmeiras  | 6     | 3  | 3   | 0   | 9   | 17   | 5     |
| 2   | CR Flamengo   | 6     | 3  | 2   | 1   | 8   | 12   | 7     |
| 3   | Americano FC  | 6     | 1  | 4   | 1   | 6   | 5    | 7     |
| 4   | SE Tiradentes | 6     | 0  | 1   | 5   | 1   | 2    | 17    |

#### Grupa N

##### Kolejka 1
| Data          | Mecz                                                                              |
| ------------- | --------------------------------------------------------------------------------- |
| 13 marca 1983 | America FC – Grêmio Porto Alegre 4:2 Gílson (2), Moreno, Luisinho - Tarciso, Tita |
| 13 marca 1983 | Botafogo FR – CS Sergipe 3:1 Nunes (2), Alemăo - Henágio                          |

##### Kolejka 2
| Data          | Mecz                                                           |
| ------------- | -------------------------------------------------------------- |
| 16 marca 1983 | CS Sergipe – America FC 3:1 Mica, Henágio, Valença - Zé Dílson |
| 16 marca 1983 | Grêmio Porto Alegre – Botafogo FR 1:1 Renato Gaúcho - Geraldo  |

##### Kolejka 3
| Data          | Mecz                                                                              |
| ------------- | --------------------------------------------------------------------------------- |
| 19 marca 1983 | Grêmio Porto Alegre – CS Sergipe 5:0 Lambari, Renato Gaúcho, Tita, César, Osvaldo |
| 22 marca 1983 | America FC – Botafogo FR 0:0                                                      |

##### Kolejka 4
| Data          | Mecz                                          |
| ------------- | --------------------------------------------- |
| 10 marca 1983 | CS Sergipe – Grêmio Porto Alegre 0:3 Tita (3) |
| 26 marca 1983 | Botafogo FR – America FC 1:2 Té - Gílson (2)  |

##### Kolejka 5
| Data          | Mecz                                                                           |
| ------------- | ------------------------------------------------------------------------------ |
| 30 marca 1983 | Botafogo FR – Grêmio Porto Alegre 1:1 Nunes - Osvaldo                          |
| 30 marca 1983 | America FC – CS Sergipe 4:3 Luisinho (2), Gílson, Aírton - Valença(2), Nininho |

##### Kolejka 6
| Data            | Mecz                                                                                  |
| --------------- | ------------------------------------------------------------------------------------- |
| 3 kwietnia 1983 | Grêmio Porto Alegre – America FC 1:1 Tarciso - Moreno                                 |
| 3 kwietnia 1983 | CS Sergipe – Botafogo FR 2:6 Mica (2) – Té (2), Geraldo, Lupercínio, Jérson, Róbson s |

##### Tabela grupy N
| Poz | Klub                | Mecze | Zw | Rem | Por | Pkt | BrZd | BrStr |
| --- | ------------------- | ----- | -- | --- | --- | --- | ---- | ----- |
| 1   | America FC          | 6     | 3  | 2   | 1   | 8   | 12   | 10    |
| 2   | Grêmio Porto Alegre | 6     | 2  | 3   | 1   | 7   | 13   | 7     |
| 3   | Botafogo FR         | 6     | 2  | 3   | 1   | 7   | 12   | 7     |
| 4   | CS Sergipe          | 6     | 1  | 0   | 5   | 2   | 9    | 22    |

#### Grupa O

##### Kolejka 1
| Data          | Mecz                                                                               |
| ------------- | ---------------------------------------------------------------------------------- |
| 13 marca 1983 | América Natal – Ferroviária Araraquara 1:3 Paulo Lino - Douglas Onça, Marcăo, Bozó |
| 13 marca 1983 | Botafogo Ribeirão Preto – Athletico Paranaense 2:0 Joãozinho Paulista (2)          |

##### Kolejka 2
| Data          | Mecz                                                                  |
| ------------- | --------------------------------------------------------------------- |
| 16 marca 1983 | Athletico Paranaense – Ferroviária Araraquara 1:1 Washington - Marcăo |
| 16 marca 1983 | Botafogo Ribeirão Preto – América Natal 1:0 Joãozinho Paulista        |

##### Kolejka 3
| Data          | Mecz                                                                                      |
| ------------- | ----------------------------------------------------------------------------------------- |
| 19 marca 1983 | Ferroviária Araraquara – Botafogo Ribeirão Preto 1:0 Marcăo                               |
| 19 marca 1983 | Athletico Paranaense – América Natal 3:2 Washington (2), Capităo - Severino, Gílson Lopes |

##### Kolejka 4
| Data          | Mecz                                               |
| ------------- | -------------------------------------------------- |
| 26 marca 1983 | Ferroviária Araraquara – Athletico Paranaense 0:0  |
| 26 marca 1983 | América Natal – Botafogo Ribeirão Preto 0:1 Vânder |

##### Kolejka 5
| Data          | Mecz                                                 |
| ------------- | ---------------------------------------------------- |
| 30 marca 1983 | América Natal – Athletico Paranaense 0:2 Assis (2)   |
| 30 marca 1983 | Botafogo Ribeirão Preto – Ferroviária Araraquara 0:0 |

##### Kolejka 6
| Data            | Mecz                                                                                                |
| --------------- | --------------------------------------------------------------------------------------------------- |
| 3 kwietnia 1983 | Ferroviária Araraquara – América Natal 5:1 Marcăo (2), Zé Roberto, Pinheirense, Jorginho - Sandoval |
| 3 kwietnia 1983 | Athletico Paranaense – Botafogo Ribeirão Preto 2:0 Washington, Abel                                 |

##### Tabela grupy O
| Poz | Klub                    | Mecze | Zw | Rem | Por | Pkt | BrZd | BrStr |
| --- | ----------------------- | ----- | -- | --- | --- | --- | ---- | ----- |
| 1   | Ferroviária Araraquara  | 6     | 3  | 3   | 0   | 9   | 10   | 3     |
| 2   | Athletico Paranaense    | 6     | 3  | 2   | 1   | 8   | 8    | 5     |
| 3   | Botafogo Ribeirão Preto | 6     | 3  | 1   | 2   | 7   | 4    | 3     |
| 4   | América Natal           | 6     | 0  | 0   | 6   | 0   | 4    | 15    |

#### Grupa P

##### Kolejka 1
| Data          | Mecz                                            |
| ------------- | ----------------------------------------------- |
| 12 marca 1983 | Fluminense FC – Goiás EC 0:0                    |
| 13 marca 1983 | Rio Negro Manaus – Náutico 1:1 Aluísio - Baiano |

##### Kolejka 2
| Data          | Mecz                                                |
| ------------- | --------------------------------------------------- |
| 16 marca 1983 | Fluminense FC – Náutico 1:2 Jasson - Baiano, Flávio |
| 16 marca 1983 | Goiás EC – Rio Negro Manaus 2:0 Paulo Néli, Dario   |

##### Kolejka 3
| Data          | Mecz                                                  |
| ------------- | ----------------------------------------------------- |
| 19 marca 1983 | Rio Negro Manaus – Fluminense FC 1:0 Aluísio          |
| 19 marca 1983 | Náutico – Goiás EC 4:0 Mirandinha (2), Iva, Manguinha |

##### Kolejka 4
| Data          | Mecz                                       |
| ------------- | ------------------------------------------ |
| 26 marca 1983 | Náutico – Fluminense FC 0:1 Wilsinho       |
| 26 marca 1983 | Rio Negro Manaus – Goiás EC 0:1 Washington |

##### Kolejka 5
| Data          | Mecz                                                                |
| ------------- | ------------------------------------------------------------------- |
| 30 marca 1983 | Fluminense FC – Rio Negro Manaus 3:1 Jasson (2), Duílio - Heraldo s |
| 30 marca 1983 | Goiás EC – Náutico 1:0 Washington                                   |

##### Kolejka 6
| Data            | Mecz                                                                                     |
| --------------- | ---------------------------------------------------------------------------------------- |
| 3 kwietnia 1983 | Goiás EC – Fluminense FC 1:1 Luvanor - Delei                                             |
| 3 kwietnia 1983 | Náutico – Rio Negro Manaus 5:1 Hęider, Mirandinha, Manguinha, Ademir Lobo, Baiano - Berg |

##### Tabela grupy P
| Poz | Klub             | Mecze | Zw | Rem | Por | Pkt | BrZd | BrStr |
| --- | ---------------- | ----- | -- | --- | --- | --- | ---- | ----- |
| 1   | Goiás EC         | 6     | 3  | 2   | 1   | 8   | 5    | 5     |
| 2   | Náutico          | 6     | 3  | 1   | 2   | 7   | 12   | 5     |
| 3   | Fluminense FC    | 6     | 2  | 2   | 2   | 6   | 6    | 5     |
| 4   | Rio Negro Manaus | 6     | 1  | 1   | 4   | 3   | 4    | 12    |

### Trzeci etap

#### Grupa Q

##### Kolejka 1
| Data             | Mecz                                                                          |
| ---------------- | ----------------------------------------------------------------------------- |
| 10 kwietnia 1983 | CR Vasco da Gama – SE Palmeiras 2:2 Roberto Dinamite, Ernâni - Enéas, Barbosa |
| 10 kwietnia 1983 | Santos FC – Náutico 2:2 Paulo Isidoro, Camargo - Mirandinha, Baiano           |

##### Kolejka 2
| Data             | Mecz                                            |
| ---------------- | ----------------------------------------------- |
| 13 kwietnia 1983 | SE Palmeiras – Santos FC 0:1 Serginho Dourado   |
| 13 kwietnia 1983 | Náutico – CR Vasco da Gama 0:1 Roberto Dinamite |

##### Kolejka 3
| Data             | Mecz                                              |
| ---------------- | ------------------------------------------------- |
| 17 kwietnia 1983 | Santos FC – CR Vasco da Gama 1:0 Celso s          |
| 17 kwietnia 1983 | Náutico – SE Palmeiras 3:0 Mirandinha (2), Baiano |

##### Kolejka 4
| Data             | Mecz                                                                            |
| ---------------- | ------------------------------------------------------------------------------- |
| 20 kwietnia 1983 | CR Vasco da Gama – Náutico 2:2 Roberto Dinamite, Elói - Manguinha, Baiano       |
| 20 kwietnia 1983 | Santos FC – SE Palmeiras 2:2 Serginho, Paulo Isidoro - Barbosa, Carlos Henrique |

##### Kolejka 5
| Data             | Mecz                                                                                         |
| ---------------- | -------------------------------------------------------------------------------------------- |
| 23 kwietnia 1983 | SE Palmeiras – Náutico 6:0 Cléo (2), Carlos Henrique, Carlos Alberto Seixas, Vágner, Batista |
| 23 kwietnia 1983 | CR Vasco da Gama – Santos FC 2:0 Elói, Roberto Dinamite                                      |

##### Kolejka 6
| Data             | Mecz                                  |
| ---------------- | ------------------------------------- |
| 30 kwietnia 1983 | SE Palmeiras – CR Vasco da Gama 0:0   |
| 30 kwietnia 1983 | Náutico – Santos FC 0:1 Paulo Isidoro |

##### Tabela grupy Q
| Poz | Klub             | Mecze | Zw | Rem | Por | Pkt | BrZd | BrStr |
| --- | ---------------- | ----- | -- | --- | --- | --- | ---- | ----- |
| 1   | Santos FC        | 6     | 3  | 2   | 1   | 8   | 7    | 6     |
| 2   | CR Vasco da Gama | 6     | 2  | 3   | 1   | 7   | 7    | 5     |
| 3   | SE Palmeiras     | 6     | 1  | 3   | 2   | 5   | 10   | 8     |
| 4   | Náutico          | 6     | 1  | 2   | 3   | 4   | 7    | 12    |

#### Grupa R

##### Kolejka 1
| Data             | Mecz                                                           |
| ---------------- | -------------------------------------------------------------- |
| 10 kwietnia 1983 | Atlético Mineiro – America FC 2:0 Reinaldo, Nelinho            |
| 10 kwietnia 1983 | Colorado EC – Athletico Paranaense 2:1 Jaiminho, Jones - Assis |

##### Kolejka 2
| Data             | Mecz                                                             |
| ---------------- | ---------------------------------------------------------------- |
| 13 kwietnia 1983 | America FC – Athletico Paranaense 1:2 Gílson - Assis, Washington |
| 13 kwietnia 1983 | Colorado EC – Atlético Mineiro 0:2 Formiga, Éder                 |

##### Kolejka 3
| Data             | Mecz                                                                      |
| ---------------- | ------------------------------------------------------------------------- |
| 16 kwietnia 1983 | Colorado EC – America FC 4:2 Jones (2), Roldăo, Caxias - Luisinho, Moreno |
| 17 kwietnia 1983 | Athletico Paranaense – Atlético Mineiro 0:2 Marcelo, Éder                 |

##### Kolejka 4
| Data             | Mecz                                                   |
| ---------------- | ------------------------------------------------------ |
| 20 kwietnia 1983 | Athletico Paranaense – America FC 1:1 Capităo - Moreno |
| 20 kwietnia 1983 | Atlético Mineiro – Colorado EC 1:0 Marcus Vinícius     |

##### Kolejka 5
| Data             | Mecz                                                                                   |
| ---------------- | -------------------------------------------------------------------------------------- |
| 23 kwietnia 1983 | America FC – Atlético Mineiro 2:4 Gilberto, Gilcimar - Renato, Reinaldo, Éder, Nelinho |
| 26 kwietnia 1983 | Athletico Paranaense – Colorado EC 2:1 Washington, Nivaldo - Jones                     |

##### Kolejka 6
| Data             | Mecz                                                           |
| ---------------- | -------------------------------------------------------------- |
| 30 kwietnia 1983 | America FC – Colorado EC 5:1 Luisinho (3), Moreno (2) – Caxias |
| 30 kwietnia 1983 | Atlético Mineiro – Athletico Paranaense 1:1 Rômulo - Peu       |

##### Tabela grupy R
| Poz | Klub                 | Mecze | Zw | Rem | Por | Pkt | BrZd | BrStr |
| --- | -------------------- | ----- | -- | --- | --- | --- | ---- | ----- |
| 1   | Atlético Mineiro     | 6     | 5  | 1   | 0   | 11  | 12   | 3     |
| 2   | Athletico Paranaense | 6     | 2  | 2   | 2   | 6   | 7    | 8     |
| 3   | Colorado EC          | 6     | 2  | 0   | 4   | 4   | 8    | 13    |
| 4   | America FC           | 6     | 1  | 1   | 4   | 3   | 11   | 14    |

#### Grupa S

##### Kolejka 1
| Data            | Mecz                                                                                |
| --------------- | ----------------------------------------------------------------------------------- |
| 9 kwietnia 1983 | Sport Recife – São Paulo 1:0 Joăo Carlos                                            |
| 9 kwietnia 1983 | Ferroviária Araraquara – Grêmio Porto Alegre 2:2 Marcăo, Claudinho - China, Osvaldo |

##### Kolejka 2
| Data             | Mecz                                                                             |
| ---------------- | -------------------------------------------------------------------------------- |
| 13 kwietnia 1983 | Sport Recife – Grêmio Porto Alegre 2:2 Joăo Carlos, Wílson Carrasco - Tita, Caio |
| 13 kwietnia 1983 | São Paulo – Ferroviária Araraquara 3:1 Renato, Zé Mário, Careca - Douglas Onça   |

##### Kolejka 3
| Data             | Mecz                                                                                   |
| ---------------- | -------------------------------------------------------------------------------------- |
| 17 kwietnia 1983 | Ferroviária Araraquara – Sport Recife 0:1 Roberto                                      |
| 17 kwietnia 1983 | Grêmio Porto Alegre – São Paulo 5:1 Tita (2), Renato Gaúcho, Caio, Tarciso - De León s |

##### Kolejka 4
| Data             | Mecz                                                                        |
| ---------------- | --------------------------------------------------------------------------- |
| 20 kwietnia 1983 | Grêmio Porto Alegre – Sport Recife 2:1 Renato Gaúcho, Tita - Dęno           |
| 20 kwietnia 1983 | Ferroviária Araraquara – São Paulo 0:4 Heriberto, Zé Sérgio, Renato, Careca |

##### Kolejka 5
| Data             | Mecz                                                                                                   |
| ---------------- | --- |
| 23 kwietnia 1983 | Sport Recife – Ferroviária Araraquara 4:1 Dęno (2), Joăo Carlos, Marinho Paraense (own goal) – Zilinho |
| 23 kwietnia 1983 | São Paulo – Grêmio Porto Alegre 2:2 Remi s - Tita                                                      |

##### Kolejka 6
| Data             | Mecz                                                                                                |
| ---------------- | --------------------------------------------------------------------------------------------------- |
| 30 kwietnia 1983 | Grêmio Porto Alegre – Ferroviária Araraquara 1:3 Bonamigo - Bozó, Casemiro (own goal), Douglas Onça |
| 30 kwietnia 1983 | São Paulo – Sport Recife 2:0 Heriberto, Darío Pereyra                                               |

##### Tabela grupy S
| Poz | Klub                   | Mecze | Zw | Rem | Por | Pkt | BrZd | BrStr |
| --- | ---------------------- | ----- | -- | --- | --- | --- | ---- | ----- |
| 1   | São Paulo              | 6     | 3  | 1   | 2   | 7   | 12   | 9     |
| 2   | Sport Recife           | 6     | 3  | 1   | 2   | 7   | 9    | 7     |
| 3   | Grêmio Porto Alegre    | 6     | 2  | 3   | 1   | 7   | 14   | 11    |
| 4   | Ferroviária Araraquara | 6     | 1  | 1   | 4   | 3   | 7    | 15    |

#### Grupa T

##### Kolejka 1
| Data             | Mecz                                                     |
| ---------------- | -------------------------------------------------------- |
| 10 kwietnia 1983 | Guarani FC – Corinthians Paulista 1:1 Éverton - Sócrates |
| 11 kwietnia 1983 | CR Flamengo – Goiás EC 2:0 Robertinho, Zico              |

##### Kolejka 2
| Data             | Mecz                                               |
| ---------------- | -------------------------------------------------- |
| 13 kwietnia 1983 | Corinthians Paulista – Goiás EC 1:1 Sócrates - Nei |
| 13 kwietnia 1983 | Guarani FC – CR Flamengo 0:0                       |

##### Kolejka 3
| Data             | Mecz                                                                             |
| ---------------- | -------------------------------------------------------------------------------- |
| 17 kwietnia 1983 | CR Flamengo – Corinthians Paulista 5:1 Zico (2), Adílio, Mozer, Élder - Sócrates |
| 17 kwietnia 1983 | Goiás EC – Guarani FC 1:1 Zé Teodoro - Vílson Tadei                              |

##### Kolejka 4
| Data             | Mecz                                              |
| ---------------- | ------------------------------------------------- |
| 20 kwietnia 1983 | Corinthians Paulista – Guarani FC 2:0 Vidotti (2) |
| 20 kwietnia 1983 | Goiás EC – CR Flamengo 1:1 Nei - Zico             |

##### Kolejka 5
| Data             | Mecz                                                          |
| ---------------- | ------------------------------------------------------------- |
| 23 kwietnia 1983 | Goiás EC – Corinthians Paulista 2:1 Luvanor, Cacau - Sócrates |
| 25 kwietnia 1983 | CR Flamengo – Guarani FC 2:0 Adílio, Ronaldo                  |

##### Kolejka 6
| Data             | Mecz                                                                      |
| ---------------- | ------------------------------------------------------------------------- |
| 30 kwietnia 1983 | Corinthians Paulista – CR Flamengo 4:1 Zenon (2), Sócrates (2) – Baltazar |
| 30 kwietnia 1983 | Guarani FC – Goiás EC 1:2 Adalberto s - Luvanor (2)                       |

##### Tabela grupy T
| Poz | Klub                 | Mecze | Zw | Rem | Por | Pkt | BrZd | BrStr |
| --- | -------------------- | ----- | -- | --- | --- | --- | ---- | ----- |
| 1   | CR Flamengo          | 6     | 3  | 2   | 1   | 8   | 11   | 6     |
| 2   | Goiás EC             | 6     | 2  | 3   | 1   | 7   | 7    | 7     |
| 3   | Corinthians Paulista | 6     | 2  | 2   | 2   | 6   | 10   | 10    |
| 4   | Guarani FC           | 6     | 0  | 3   | 3   | 3   | 3    | 8     |

### 1/4 finału
| Athletico Paranaense – São Paulo 2:1 i 0:1 1 04.05 1983 Déti, Washington - Renato 2 07.05 1983 Assis                                                                 |
| CR Vasco da Gama – CR Flamengo 1:2 i 1:1 1 05.05 1983 Mozer s - Adílio, Júlio César 2 08.05 1983 Elói - Zico                                                         |
| Goiás EC – Santos FC 0:0 i 2:2 1 05.05 1983 2 08.05 1983 Nei, Luvanor - Serginho (2) - Santos awansował dzięki lepszym wynikom uzyskanym w trzecim etapie mistrzostw |
| Sport Recife – Atlético Mineiro 0:0 i 1:4 1 05.05 1983 2 08.05 1983 Jorge Campos - Marcus Vinícius, Catatau, Nelinho, Luizinho                                       |

### 1/2 finału
| Santos FC – Atlético Mineiro 2:1 i 0:0 1 12.05 1983 Serginho (2) – Éder 2 15.05 1983                  |
| CR Flamengo – Athletico Paranaense 3:0 i 0:2 1 12.05 1983 Zico (2), Vítor 2 15.05 1983 Washington (2) |

### Finał
| Santos FC – CR Flamengo 2:1 i 0:3 |
| 18 maja 1983 São Paulo Estádio do Morumbi (114 481) Santos FC – CR Flamengo 2:1 (1:0) Sędzia: José de Assis Aragão Bramki: 1:0 Pita 25, 2:0 Serginho Chulapa 63, 2:1 Baltazar 67 Santos FC (trener Formiga): Marola - Toninho Oliveira, Márcio, Toninho Carlos, Gilberto, Lino, Paulo Isidoro, Pita, Camargo (Paulinho Batistote), Serginho, João Paulo Clube de Regatas do Flamengo (trener Carlos Alberto Torres): Raul - Leandro, Marinho, Mozer, Júnior, Bigu, Adílio, Zico, Élder, Baltazar, Júlio César (Bebeto)                                  |
| 29 maja 1983 Rio de Janeiro Maracanã (155 523) CR Flamengo – Santos FC 3:0 (2:0) Sędzia: Arnaldo Cezar Coelho Bramki: 1:0 Zico 1, 2:0 Leandro 39, 3:0 Adílio 69 Clube de Regatas do Flamengo (trener Carlos Alberto Torres): Raul - Leandro, Marinho, Figueiredo, Júnior, Vítor, Adílio, Zico, Élder, Baltazar (Robertinho), Júlio César (Ademar) Santos FC (trener Formiga): Marola - Toninho Oliveira, Joãozinho, Toninho Carlos, Gilberto, Toninho Silva (Serginho Dourado), Paulo Isidoro, Pita, Camargo (Paulinho Batistote), Serginho, João Paulo |

Mistrzem Brazylii w 1983 roku został klub CR Flamengo, a wicemistrzem Brazylii – Santos FC.

## Końcowa klasyfikacja sezonu 1983
W klasyfikacji nie uwzględniono wyników baraży kończących pierwszy etap mistrzostw.
| Poz | Klub                        | Mecze | Zw | Rem | Por | Pkt | BrZd | BrStr |
| --- | --------------------------- | ----- | -- | --- | --- | --- | ---- | ----- |
| 1   | CR Flamengo                 | 26    | 14 | 7   | 5   | 35  | 57   | 30    |
| 2   | Santos FC                   | 26    | 13 | 10  | 3   | 36  | 45   | 28    |
| 3   | Atlético Mineiro            | 24    | 14 | 7   | 3   | 35  | 41   | 18    |
| 4   | Athletico Paranaense        | 24    | 11 | 6   | 7   | 28  | 32   | 28    |
| 5   | São Paulo                   | 22    | 13 | 5   | 4   | 31  | 47   | 17    |
| 6   | CR Vasco da Gama            | 22    | 7  | 12  | 3   | 26  | 29   | 17    |
| 7   | Goiás EC                    | 23    | 8  | 8   | 7   | 24  | 24   | 28    |
| 8   | Sport Recife                | 23    | 8  | 7   | 8   | 23  | 29   | 28    |
| 9   | SE Palmeiras                | 20    | 10 | 8   | 2   | 28  | 44   | 15    |
| 10  | Corinthians Paulista        | 20    | 10 | 6   | 4   | 26  | 42   | 23    |
| 11  | America FC                  | 20    | 10 | 4   | 6   | 24  | 40   | 31    |
| 12  | Ferroviária Araraquara      | 20    | 9  | 6   | 5   | 24  | 27   | 22    |
| 13  | Náutico                     | 20    | 9  | 5   | 6   | 23  | 39   | 24    |
| 14  | Grêmio Porto Alegre         | 20    | 7  | 9   | 4   | 23  | 37   | 23    |
| 15  | Colorado EC                 | 20    | 9  | 3   | 8   | 21  | 25   | 29    |
| 16  | Guarani FC                  | 12    | 2  | 7   | 3   | 11  | 12   | 14    |
| 17  | Cruzeiro EC                 | 14    | 6  | 5   | 3   | 17  | 21   | 17    |
| 18  | Fluminense FC               | 14    | 6  | 3   | 5   | 15  | 19   | 12    |
| 19  | SC Internacional            | 14    | 5  | 4   | 5   | 14  | 13   | 13    |
| 20  | AA Ponte Preta              | 14    | 5  | 4   | 5   | 14  | 18   | 20    |
| 21  | EC Bahia                    | 14    | 4  | 6   | 4   | 14  | 10   | 12    |
| 22  | EC Comercial                | 14    | 4  | 4   | 6   | 12  | 16   | 22    |
| 23  | Botafogo FR                 | 15    | 5  | 5   | 5   | 15  | 22   | 17    |
| 24  | Campo Grande Rio de Janeiro | 15    | 4  | 5   | 6   | 13  | 13   | 20    |
| 25  | Vila Nova FC                | 14    | 4  | 2   | 8   | 10  | 14   | 23    |
| 26  | CS Sergipe                  | 14    | 4  | 2   | 8   | 10  | 18   | 34    |
| 27  | SE Tiradentes               | 14    | 4  | 2   | 8   | 10  | 13   | 38    |
| 28  | América Natal               | 14    | 4  | 1   | 9   | 9   | 11   | 24    |
| 29  | Rio Negro Manaus            | 14    | 3  | 3   | 8   | 9   | 8    | 27    |
| 30  | Botafogo Ribeirão Preto     | 6     | 3  | 1   | 2   | 7   | 4    | 3     |
| 31  | Americano FC                | 6     | 1  | 4   | 1   | 6   | 5    | 7     |
| 32  | Uberaba                     | 6     | 1  | 1   | 4   | 3   | 9    | 14    |
| 33  | CS Alagoano                 | 9     | 2  | 2   | 5   | 6   | 13   | 14    |
| 34  | Joinville                   | 8     | 2  | 2   | 4   | 6   | 7    | 12    |
| 35  | Paysandu SC                 | 9     | 2  | 1   | 6   | 5   | 13   | 18    |
| 36  | CA Juventus                 | 9     | 1  | 3   | 5   | 5   | 7    | 13    |
| 37  | Brasília                    | 8     | 1  | 2   | 5   | 4   | 5    | 14    |
| 38  | Moto Club de São Luís       | 8     | 0  | 4   | 4   | 4   | 6    | 14    |
| 39  | Fortaleza                   | 8     | 0  | 4   | 4   | 4   | 6    | 17    |
| 40  | Mixto EC                    | 8     | 1  | 1   | 6   | 3   | 7    | 17    |
| 41  | Ferroviário AC              | 9     | 1  | 1   | 7   | 3   | 6    | 20    |
| 42  | Rio Branco AC               | 8     | 1  | 1   | 6   | 3   | 4    | 16    |
| 43  | Galícia Salvador            | 8     | 0  | 3   | 5   | 3   | 2    | 9     |
| 44  | Treze FC                    | 8     | 1  | 0   | 7   | 2   | 7    | 25    |